# Podboje Mongołów

Zmiany granic imperium mongolskiego od 1206 do 1294

Podboje Mongołów – podboje dokonane przez imperium mongolskie w XIII wieku.

## Podboje Czyngis-chana
W XIII wieku koczownicze ludy mongolskie z Azji Środkowej znów, jak wcześniej Hunowie w V wieku, ruszyły na podbój świata. Zjednoczył je i podporządkował sobie „król wszechświata” – syn przywódcy jednego z klanów mongolskich, Temudżyn, zwany Czyngis-chanem.
Zewnętrzne podboje zaczął od północnych Chin, na które jego wojska uderzyły w 1209, atakując najpierw tanguckie państwo Xixia, następnie w 1211 dżurdżeńskie cesarstwo Jin, którego stolicę Pekin zajęły w 1215. W latach 1220–1225 Czyngis-chan opanował Imperium Chorezmijskie, państwo nad rzeką Amu-darią w Azji Środkowo-Zachodniej, rządzone przez potomków Turków Oguzyjskich, zaś w 1223 zwyciężył wojska książąt wielkoruskich nad rzeką Kałką na nizinie nad Morzem Azowskim.
Mongołowie próbowali wtedy podbić także terytoria Bułgarów Kamskich, ale po przegranej bitwie wycofali się za Ural. W 1224 imperium mongolskie rozciągało się od Pacyfiku po Morze Kaspijskie i Czarne. Historię walk Czyngis-chana i jego następcy Ugedeja przedstawia mongolska kronika z 1240 Tajna historia Mongołów.

## Podboje Batu-chana
Czyngis-chan zmarł w 1227, lecz pochód stworzonego przez niego imperium nie ustawał nawet po tym, jak rozpadło się na kilka samodzielnych państw. Jego następcy parli wciąż dalej, zajmując cały arabski kalifat Abbasydów na Bliskim Wschodzie i Chiny południowej dynastii Song na wschodzie. Ze 120 milionów Chińczyków, mongolskie podboje przetrwała połowa ludności.
Natomiast następca i wnuk Czyngis-chana, Batu-chan powiódł wielką armię na zachód. Zajął Bułgarię Kamską i podbił kolejno księstwa: Riazańskie i Włodzimiersko-Suzdalskie, dochodząc do Nowogrodu na północy. Po czym najeźdźcy zawrócili nad Don i z nowymi siłami ruszyli przez południowe księstwa ruskie w kierunku Królestwa Węgier i Polski.
Wszędzie po sobie zostawiali zgliszcza miast i osad oraz tysiące zabitych. Niektóre księstwa ruskie, jak perejasławskie, czernichowskie i siewierskie, po straszliwych zniszczeniach i pogromach przestały w ogóle istnieć. Większość księstw ruskich, z Kijowskim i Nowogrodzkim na czele, znalazła się pod zwierzchnictwem mongolskim i musiała płacić wysokie trybuty, a zachodnie księstwa ruskie dostały się pod panowanie Wielkiego Księstwa Litewskiego.
Jedna z armii Batu-chana doszła do Legnicy na Nizinie Śląskiej, gdzie w 1241 stawiły jej opór rycerstwo niemieckie i polskie wojska Henryka II Pobożnego, księcia wrocławsko-wielkopolskiego, który poległ w bitwie. Obrońcy zostali wprawdzie pokonani, jednak armia Batu-chana nie kontynuowała już swego pochodu na zachód, lecz wyruszyła na Węgry, gdzie przebywała druga armia mongolska. Razem przez Dalmację i Bułgarię zawróciły na stepy czarnomorskie. Odwrót związany był głównie ze śmiercią wielkiego chana Ugedeja i koniecznością uregulowania sukcesji po zmarłym.
Wielkie zwycięstwa armii mongolskich tłumaczone są dużą liczebnością (w ostatnich latach Czyngis-chana armia liczyła około 98 tysięcy żołnierzy, nie licząc oddziałów sojuszniczych), niezwykłą ruchliwością lekkozbrojnej jazdy, mistrzowskim posługiwaniem się łukami, bezwzględną dyscypliną i okrucieństwem w walce, które porażało przeciwnika. Istotne były także: bardzo dobrze rozbudowana logistyka (w tym znakomity system kurierski), rozwinięty wywiad wojskowy i przyswojenie sobie chińskich osiągnięć technik oblężniczych. Ponadto Czyngis-chan i jego następcy pozwalali lokalnym elitom rządzić w podbitych prowincjach, osadzając w nich jedynie swoich namiestników, których głównym zadaniem było ściąganie wysokich podatków i danin.

## Złota Orda
Po 1260 środkowo-azjatyckie imperium Mongołów zaczęło się stopniowo rozpadać, a stolica państwa została przeniesiona z Karakorum do Pekinu. Natomiast na terenach wschodniej Europy, w rejonie rzeki Kamy i środkowej Wołgi, Batu-chan założył Złotą Ordę, ze stolicą w Seraju u ujścia Wołgi do Morza Kaspijskiego. W połowie XV wieku uległo ono dalszemu podziałowi na kilka oddzielnych chanatów: Kazański, Krymski, Astrachański i Syberyjski. Najdłużej z nich, bo aż do 1783, przetrwał Chanat Krymski ze stolicą w legendarnym Bakczysaraju. Państwo to utrzymywało się głównie z łupieżczych wypraw czambułów mongolsko-tatarskich na sąsiednie ziemie nad Donem, Dnieprem i Dniestrem.

## Dwie inwazje na Japonię
W 1274 Mongołowie pod wodzą Kubilaj-chana dokonali pierwszej inwazji na Japonię. Zakończyła się ona niepowodzeniem z powodu sztormu, który rozbił flotę inwazyjną. W 1281 podczas ponownej próby inwazji po 2 miesiącach walk flota także została pokonana przez silny wiatr występujący na tym obszarze.